# Diamond-Gletscher
Der Diamond-Gletscher ist ein 8 km langer und bis zu 2 km breiter Gletscherabzweig des Darwin-Gletschers nahe der Hillary-Küste in der antarktischen Ross Dependency. Er liegt in einem engen Tal auf der Nordseite des Diamond Hill und verjüngt sich in ostnordöstlicher Richtung zu seiner Mündung in ein Tal, das am Lake Wilson endet.
Teilnehmer einer von 1962 bis 1963 dauernden Kampagne im Rahmen der neuseeländischen Victoria University’s Antarctic Expeditions benannten ihn nach dem benachbarten Diamond Hill.